# Gerd Knebel

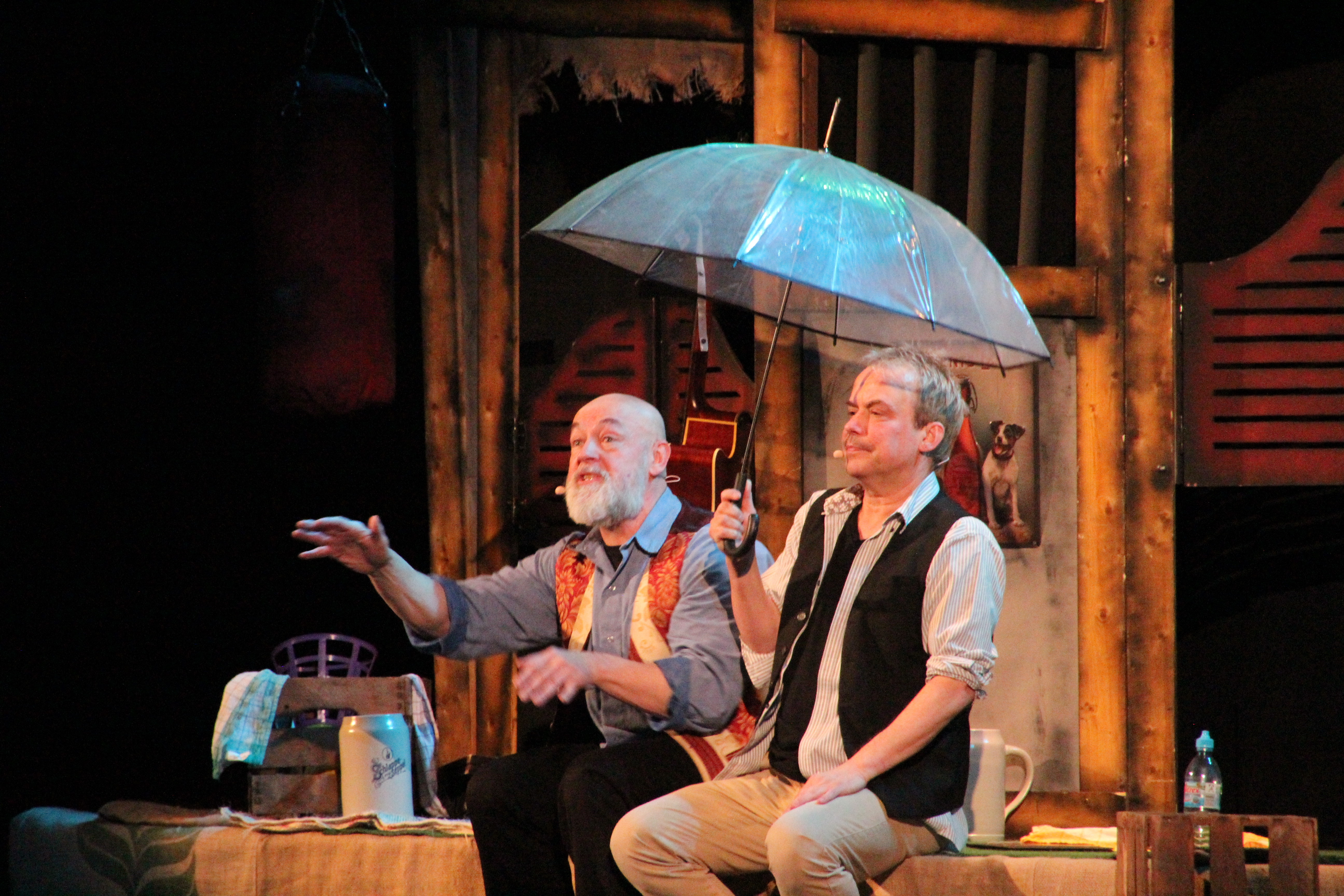
Gerd Knebel (links) und Henni Nachtsheim als Badesalz (2016)

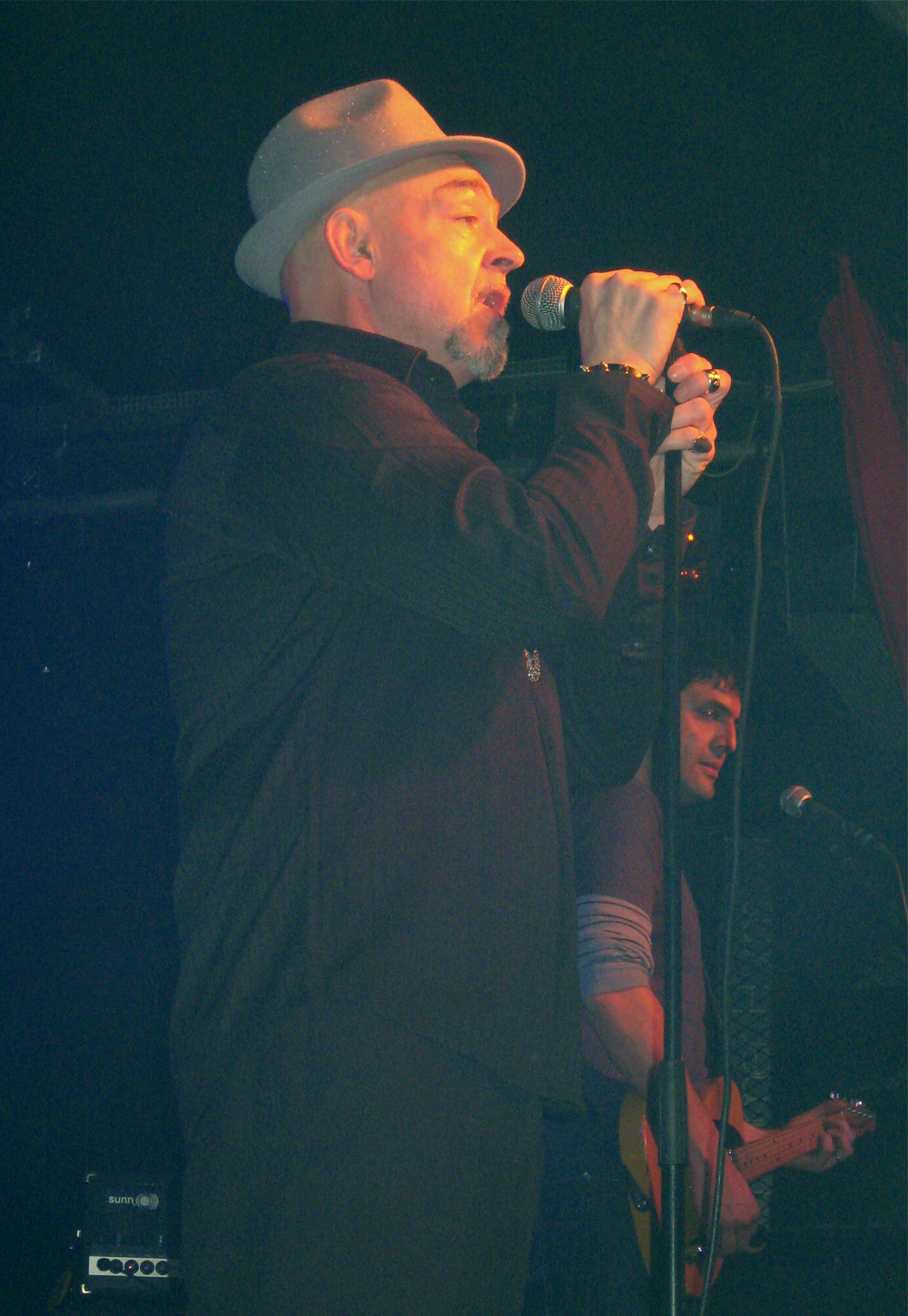
Gerd Knebel mit seiner Band „Angst vor Clowns“ (2009)

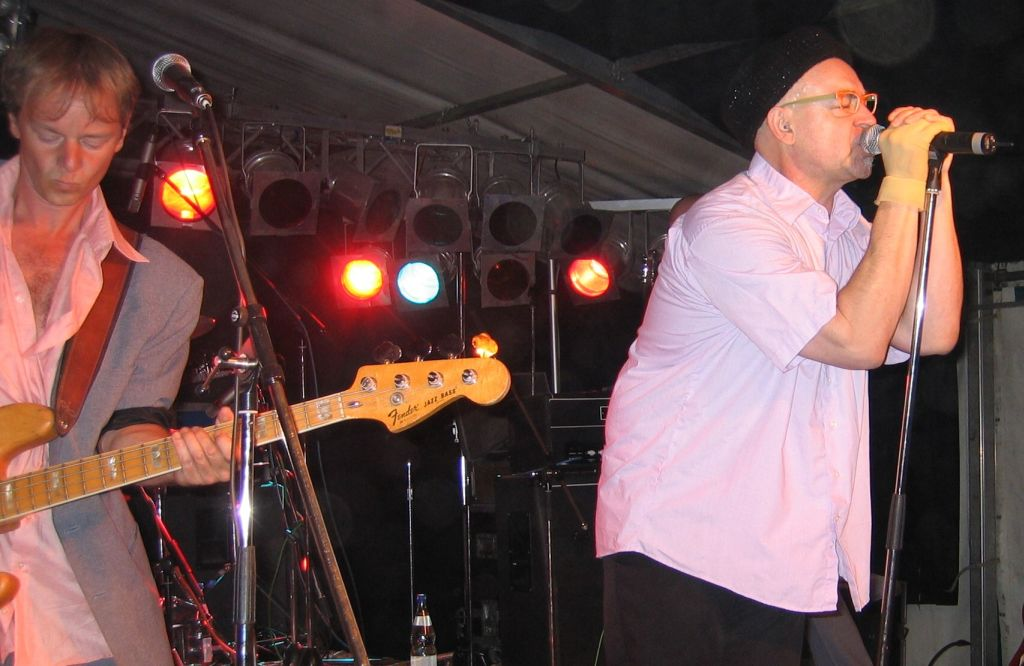
Gerd Knebel als Sänger bei „Die groben Junggesellen“ (2006)

Gerd Knebel (* 1956) ist ein deutscher Musiker, Comedian und Schauspieler aus Rodgau. Zu größerer Bekanntheit kam er als Teil des Komikerduos Badesalz.

## Karriere
Knebel war Gründungsmitglied und Sänger der hessischen Kultband Flatsch! bis zu ihrer Auflösung 1988. Mit Henni Nachtsheim bildet er das Komikerduo Badesalz.
Von 2005 bis 2007 war Knebel zusammen mit Olaf Mill (Ex-Flatsch!), Seppl Niemeyer (Ex-Flatsch! und -Velvet Universe) sowie Willy Wagner und Peter Runcl als Die Groben Junggesellen zu hören und auf der Bühne zu sehen.
Im April 2006 startete Knebel mit dem Soloprogramm Um was geht's hier eigentlich?, außerdem würdigte er in einem Gemeinschaftsprogramm den verstorbenen Kabarettisten Matthias Beltz, mit dem er befreundet war. In dem Stück wurden Beltz’ Texte neu dargeboten. Seit 2013 ist Knebel erneut solo mit dem Programm Wörld of Drecksäck unterwegs.
2007 und 2008 bildete Knebel neben dem Gitarristen Aren Emirze (Harmful, Rinderwahnsinn) den Kern der Deutschrock-Band Angst vor Clowns, mit Knebel als Texter und Sänger. Im Februar 2010 erschien die erste CD eines neuen Projekts mit Olaf Mill namens Nette Rabenväter. Das Projekt spielte als hauptsächlich akustisches Duo mit Texten im Stile (und teilweise dem Repertoire) der Groben Junggesellen, verabschiedete sich jedoch 2014 von der Bühne.
2011 gründete Gerd Knebel mit Olaf Mill und den Ex-Rebellion-Mitgliedern Uwe Lulis und Gerd Lücking als diesmal englischsprachiger Sänger die Metal-Band GiftDwarf, eine gleichnamige CD wurde veröffentlicht.
2018 veröffentlichte Knebel zusammen mit dem Darmstädter Rapper Marco Döll unter dem Bandnamen "Dirty Dabbes" die CD Putzintensiv.

## Soloprogramme
- 2006–2012: Um was geht’s hier eigentlich? (Kabarett, Premiere April 2006)
- 2006–2007: Gut - Böse - Beltz (Kabarett, mit Heinz Werner Kraehkamp und Heinrich Pachl)
- ab 2013: Wörld of Drecksäck (Kabarett)
- ab 2018: Weggugge

## Diskografie
- 1980: Was mer hat des hat mer (Flatsch!) (Bieber Tonstudios)
- 1982: Flatsch! Zwo (Flatsch!) (Rockport Records, Offenbach)
- 1983: Net stumbe! (Flatsch!) (Rockport Records, Offenbach)
- 1985: Sei mal’n bissi lieb (Flatsch!) (Rockport Records, Offenbach)
- 1986: Der Gerd - Bomberjack (Single, Blow Up/Intercord als Soloprojekt)
- 1987: Begnadigte Körper (Flatsch!) (Intercord-Tongesellschaft, Stuttgart)
- 1988: Gib Flatsch Eine Chance (Flatsch!) (Ciao Musik- und Filmprod., Frankfurt am Main)
- 1988: g.e.r.d - Just a game (Single, Ciao Musik- und Filmproduktion, Frankfurt am Main, Soloprojekt)
- 1989: Endlich Live! (Flatsch!) (Bellaphon Records, Frankfurt am Main)
- 1990: Flatsch - Greatest Hits (Flatsch!) (Rockport Records, Gelnhausen)
- 1990: Och Joh (Badesalz)
- 1991: Nicht ohne meinen Pappa (Badesalz)
- 1993: Diwodaso (Badesalz)
- 1994: Alles Gute von Badesalz – Best Of (Badesalz)
- 1995: Zarte Metzger (Badesalz)
- 1997: Wie Mutter und Tochter (Badesalz)
- 1999: Voodoobabbbel (Badesalz)
- 2000: Dabrauchemergarnetdrübberredde – BEST OF (Badesalz)
- 2002: Du packst es, Jutta! (Badesalz)
- 2002: Ich bin nichts. Ich hab' nichts. Aber ich lach mich tot. (Hörstück von und mit Matthias Beltz)
- 2002: The Hotz (mit Henni Nachtsheim)
- 2004: Das Baby mit dem Goldzahn (Badesalz)
- 2005: Schöne Frauen kotzen Blumen (Die Groben Junggesellen) (Eigenvertrieb)
- 2008: Angst vor Clowns (Angst vor Clowns) (Blu Noise Alive)
- 2010: Kleine Schwarze Doofe Nette Böse Gerade Schiefe Lieder & Absolute Fetenkiller (Nette Rabenväter) (Eigenvertrieb)
- 2011: Giftdwarf (Giftdwarf)
- 2016: The Knebells (Soloprojekt) (FrauBatz, Indigo)
- 2018: Mailbox-Terror (Badesalz)
- 2018: Putzintensiv (Dirty Dabbes)

## Filmografie
- 1987: Schloß & Siegel; Regie: Heidi Ulmke
- 1990: Lauter nette Nachbarn (Fernsehserie); Regie: Rolf Silber
- 1990: Das Super Dong Dong (mit Badesalz, Live Comedy); Regie: Gerd Knebel und Henni Nachtsheim
- 1990: Och Joh (mit Badesalz, Comedy-Serie); Regie: Roland Willaert
- 1996: Abbuzze! Der Badesalz-Film; mit Badesalz, Regie: Roland Willaert
- 1999: Badesalz Comedy-Stories (mit Badesalz, Comedy-Serie); Regie: Roland Willaert
- 2001: Das Sams; (Kurzauftritt mit Badesalz); Regie: Ben Verbong
- 2004: Kernseif (Kurzfilm aus Badesalz-Stück)
- 2006: Das Baby mit dem Goldzahn (mit Badesalz, Veröffentlichung erst 2009)
- 2007: Badesalz (mit Badesalz, Comedy-Serie); Regie: Roland Willaert
- 2007: Lissi und der wilde Kaiser (Synchronstimme)
- 2013: Schlussmacher (Gastauftritt)
- 2014: Doktorspiele

## Bücher (Auswahl)
- Babbelspaß mit Badesalz: Comedy für die Wanne (zusammen mit Henni Nachtsheim). Edition Wannenbuch, 2015, ISBN 978-3-9815989-5-7.